# Dymé
Dymé ou Dymè (grec ancien : Δύμη) ou Dymes (grec ancien : Δύμαι) était une cité de Grèce antique située au nord-ouest de l'Achaïe,  sur la mer entre Olénos et le cap Araxe, à 1,5 km à l'ouest du village de Káto Achaḯa. Membre de la Ligue achéenne, elle est prise et pillée par les Romains en 208 av. J.-C. pour avoir pris le parti de Philippe V (roi de Macédoine). Elle reçoit vers 44 av. J.-C. une colonie romaine fondée sous l'impulsion de Jules César